# Вікіпедія мовою сранан-тонго
Вікіпедія мовою сранан-тонго (сранан-тонго Sranan Wikipedia) — розділ Вікіпедії мовою сранан-тонго. Створена у 2007 році. Вікіпедія мовою сранан-тонго станом на 24 березня 2025 року містить 1131 статтю, 8420 зареєстрованих користувачів, 13 активних дописувачів, 1 адміністратора
. Загальна кількість сторінок у Вікіпедії мовою сранан-тонго — 2729, редагувань — 39 922, мультимедійні файли відсутні
. Глибина (рівень розвитку мовного розділу) Вікіпедії мовою сранан-тонго мала і становить 29.2 пунктів
. 

## Історія
- Серпень 2012 — створена 1 000-на стаття[3].